# Johanna Maria
Johanna Maria est un ressort du district de Coronie au Suriname. 

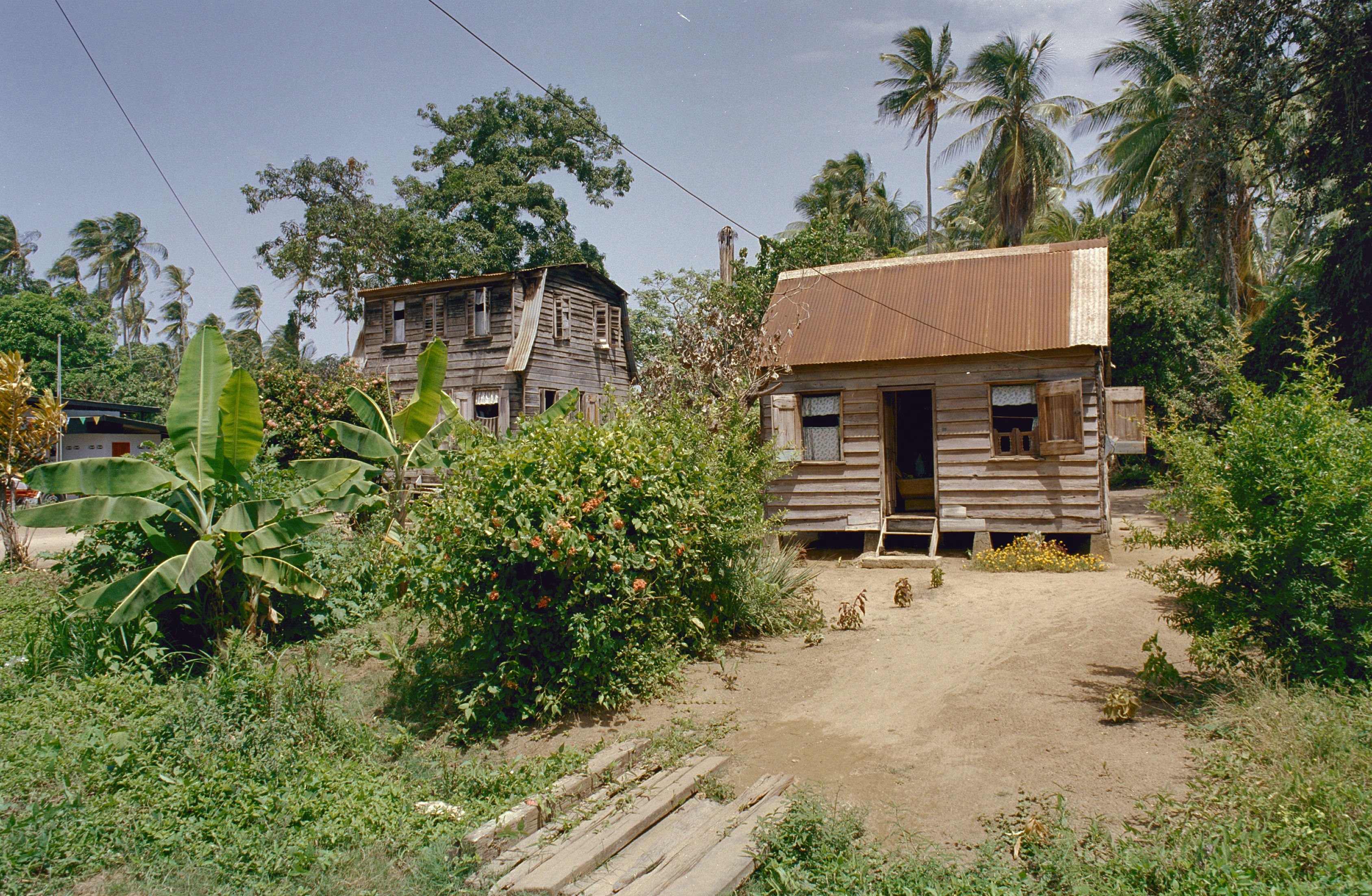
Maisons à Burnside

## Source
- (en) Cet article est partiellement ou en totalité issu de l’article de Wikipédia en anglais intitulé « Johanna Maria » (voir la liste des auteurs).